# Аврелий Виктор
Секст Аврелий Виктор (на латински: Sextus Aurelius Victor, IV век) е римски историк, родом от Африка, поради това - известен и като Афер.
Император Юлиан го прави префект на провинция Панония Секунда (в северо-западната част на Балканския полуостров). 
Вероятно това е същият човек, който е консул през 369, заедно със сина на император Валентиниан I, и префектът на Рим (389).

## Творби
Считан е за автор на „История на Рим“ (Historia Romana), публикувана около 360 г. обхващаща периода от времената на Октавиан Август до това на Юлиан Отстъпник, чийто съвременник е. Съчинението включва книгите (публикувани заедно под общото име):
- „За произхода на римския народ“ („De origine gentis Romanae“) в 23 книги,
- „За цезарите“ („De Caesaribus“)
- „Знаменити хора“ („De Viris Illustribus Romae“).
- „De Vita et Moribus Imperatorum Romanorum excerpta ex Libris Sex. Aur. Victoris“

На него се приписват и „Епитоми за цезарите“ („Epitome de caesaribus“).